# Judgement Day (nizozemská hudební skupina)
Judgement Day (v překladu z angličtiny soudný den) byla nizozemská death metalová kapela založená v roce 1988 v provincii Gelderland kytaristou Theo van Eekelenem a zpěvákem Jeroenem Dammersem.
V roce 2005 se rozpadla. Zanechala po sobě dvě řadové desky a několik dalších nahrávek.

## Diskografie
Dema
- Hypocritical (1990)
- Corpse Flakes (1991)
- Pathology of Crowding (1994)

Studiová alba
- Cir-Cum-Cis-Ion of the Mar-Tyr (1995)
- 40 Minutes to Impact (2004)

EP
- To Conjure Conjoint Confusion (1997)
- March of the Apocalypse (2002)

Split nahrávky
- Effigy of the Possessed (1995) – 3-way split společně s italskou black metalovou kapelou Esmegor a nizozemskou doom/death metalovou skupinou Evisceration

Promo nahrávky
- Gothcrusher (2000) – promo demo